# Yaguará
Yaguará là một khu tự quản thuộc tỉnh Huila, Colombia. Thủ phủ của khu tự quản Yaguará đóng tại Yaguará Khu tự quản Yaguará có diện tích 389 ki lô mét vuông. Đến thời điểm ngày 28 tháng 5 năm 2005, khu tự quản Yaguará có dân số 5918 người.